# 考恩 (印地安納州)
考恩（英語：Cowan）是位於美國印地安納州特拉華縣的一個非建制地區。

## 地理
考恩的座標為40°06′21″N 85°23′19″W / 40.10583°N 85.38861°W，而該地的平均海拔高度為302米（即991英尺）。